# Китайська опера

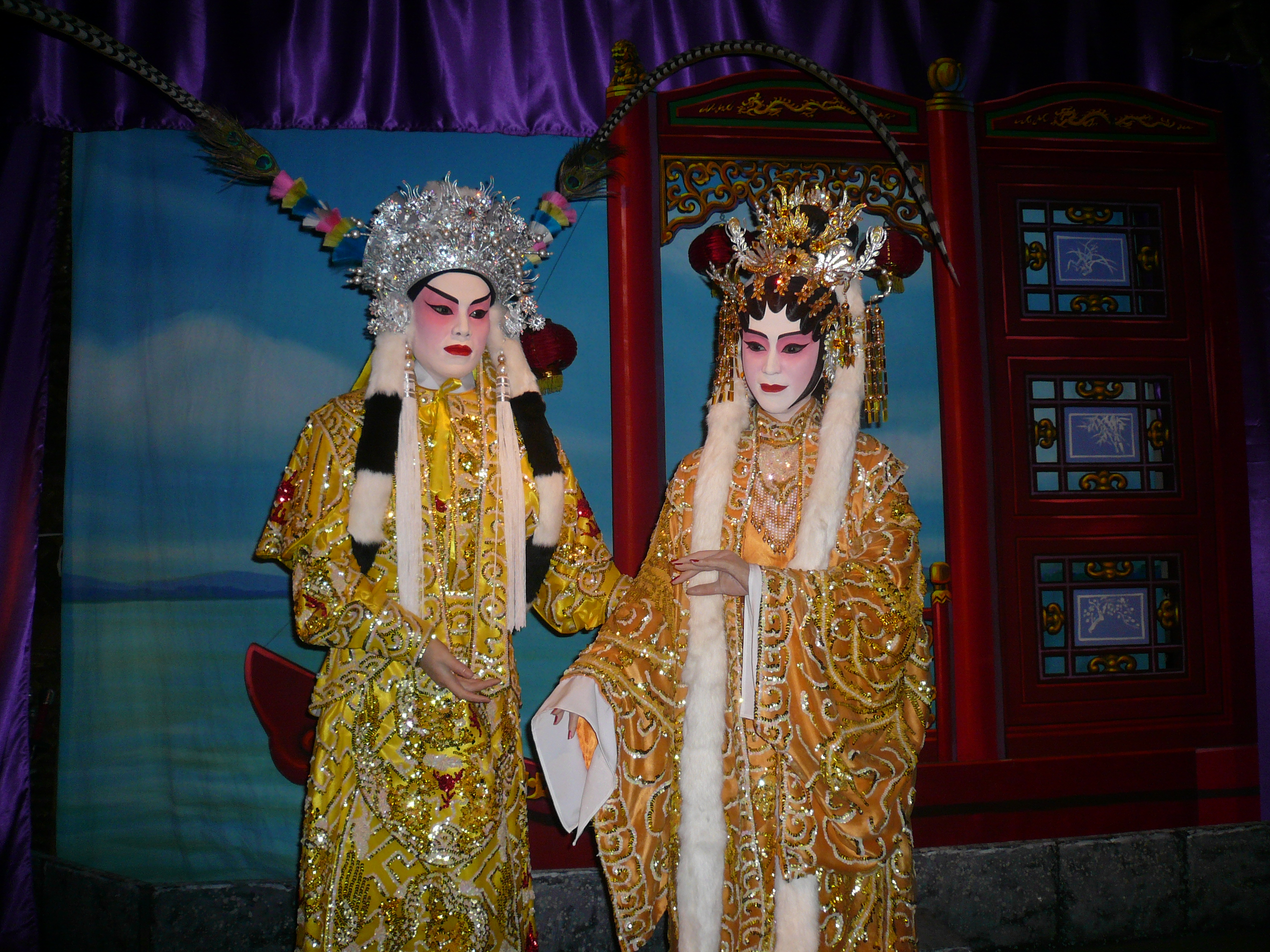
Костюми китайської опери.
Історичний музей, Гонконг.

Китайська опера (кит. трад. 中國戲曲, спр. 中国戏曲, піньїнь: Zhōngguó xìqǔ, кирилицею: Чжунго сицюй) — музично-драматичний жанр, виниклий у Китаї. Історія китайської опери прослідковується від III століття н. е.
Існує понад 360 регіональних різновидів китайської опери, найвідоміші з яких називають П'ятьма основними операми Китаю (кит. 中国五大剧种):
- пекінська
- хенаньська
- хуанмейська
- шаосінська
- пінцзюй

## Історія

### Династичний період
Одною з ранніх форм китайської опери була опера Цаньцзюнь пір Трьох держав. Ознаки організованості опери почали проявлятися у пори династії Тан, у правління імператора Сюань-цзуна (712—755), який відкрив «Грушевий сад» (梨园/梨園; líyuán), першу відому оперну трупу у Китаї. Ця трупа перебувала під персональним імператорським покровом. І у наші дні професійних оперних виконавців у Китаї називають «Учні Грушевого саду» (梨园弟子 / 梨園弟子, líyuán dìzi).

## Джерело
1. ↑  Ху Яньли. . — № 4. — ISSN 2221-2787.
2. ↑  О китайской опере. 2010.07.08. Архів оригіналу за 10 квітня 2013. Процитовано 28 березня 2013.
3. ↑  Chinese Opera (англ.). onlinechinatours.com. Архів оригіналу за 10 квітня 2013. Процитовано 28 березня 2013.